# 陳念
陳念（1493年—？），字功父（功甫），號三泉，湖廣黃州府麻城縣人，軍籍，明朝政治人物。

## 生平
嘉靖七年（1528年）戊子科湖廣鄉試第七十名舉人。嘉靖八年（1529年）中式己丑科會試第一百三十二名，登第三甲第一百四十三名進士。九年任南昌縣知縣，擢工部主事，謫運判，升長沙府同知，遷王府長史。

## 家族
曾祖陳忠；祖父陳一初；父陳情，曾任貢士。母劉氏。永感下。兄陳全（贡士）；陳佥。